# Bashgultala maculipennis
Bashgultala maculipennis är en insektsart som beskrevs av Rauno E. Linnavuori 1973. Bashgultala maculipennis ingår i släktet Bashgultala och familjen Kinnaridae. Inga underarter finns listade i Catalogue of Life.